# Inkhundla Hlane
L'Inkhundla Hlane è uno degli undici tinkhundla del distretto di Lubombo, nell'eSwatini.

## Geografia antropica

### Suddivisioni amministrative
L'Inkhundla è suddiviso nei 4 seguenti imiphakatsi: Hlane, Khuphuka, Ntandweni, Sikhuphe.